# 2024年の北海道日本ハムファイターズ
2024年の北海道日本ハムファイターズでは、2024年シーズンについての北海道日本ハムファイターズの動向をまとめる。
この年の北海道日本ハムファイターズは、新庄剛志監督の3年目のシーズンである。

## チーム成績

### レギュラーシーズン
|   | 開幕：3/29 | 開幕：3/29       | 5/1 | 5/1          | 6/1 | 6/1          | 7/2 | 7/2        | 8/1 | 8/1          | 9/1 | 9/1        |
| - | ---------- | ---------------- | --- | ------------ | --- | ------------ | --- | ---------- | --- | ------------ | --- | ---------- |
| 1 | 中         | 松本剛           | 左  | 細川凌平     | 中  | 松本剛       | 左  | 水谷瞬     | 右  | 淺間大基     | 左  | 水谷瞬     |
| 2 | 左         | スティーブンソン | 中  | 松本剛       | 左  | 五十幡亮汰   | 二  | 石井一成   | 三  | 郡司裕也     | 二  | 石井一成   |
| 3 | 右         | 万波中正         | 右  | 万波中正     | 三  | 郡司裕也     | 一  | 清宮幸太郎 | 一  | 清宮幸太郎   | 一  | 清宮幸太郎 |
| 4 | 一         | マルティネス     | 指  | マルティネス | 一  | マルティネス | 三  | 郡司裕也   | 指  | マルティネス | 指  | レイエス   |
| 5 | 三         | 野村佑希         | 捕  | 田宮裕涼     | 指  | 田宮裕涼     | 右  | 万波中正   | 中  | 松本剛       | 三  | 郡司裕也   |
| 6 | 指         | レイエス         | 三  | 郡司裕也     | 右  | 万波中正     | 捕  | 田宮裕涼   | 二  | 石井一成     | 遊  | 上川畑大悟 |
| 7 | 遊         | 水野達稀         | 一  | 清宮幸太郎   | 遊  | 水野達稀     | 指  | レイエス   | 左  | 野村佑希     | 右  | 万波中正   |
| 8 | 二         | 奈良間大己       | 二  | 上川畑大悟   | 捕  | 伏見寅威     | 遊  | 上川畑大悟 | 捕  | 伏見寅威     | 中  | 松本剛     |
| 9 | 捕         | 田宮裕涼         | 遊  | 水野達稀     | 二  | 中島卓也     | 中  | 五十幡亮汰 | 遊  | 奈良間大己   | 捕  | 田宮裕涼   |
|   | 投         | 伊藤大海         | 投  | 福島蓮       | 投  | 加藤貴之     | 投  | 金村尚真   | 投  | バーヘイゲン | 投  | 北山亘基   |

| 順位 | 4月終了時    | 4月終了時 | 5月終了時    | 5月終了時 | 6月終了時    | 6月終了時 | 7月終了時    | 7月終了時 | 8月終了時    | 8月終了時 | 最終成績     | 最終成績 |
| ---- | ------------ | --------- | ------------ | --------- | ------------ | --------- | ------------ | --------- | ------------ | --------- | ------------ | -------- |
| 1位  | ソフトバンク | ---       | ソフトバンク | ---       | ソフトバンク | ---       | ソフトバンク | ---       | ソフトバンク | ---       | ソフトバンク | ---      |
| 2位  | 日本ハム     | 3.5       | ロッテ       | 4.0       | ロッテ       | 11.5      | ロッテ       | 10.0      | 日本ハム     | 10.0      | 日本ハム     | 13.5     |
| 3位  | オリックス   | 6.5       | 日本ハム     | 4.0       | 日本ハム     | 14.0      | 日本ハム     | 12.0      | ロッテ       | 13.0      | ロッテ       | 18.5     |
| 4位  | ロッテ       | 7.5       | オリックス   | 11.0      | 楽天         | 15.5      | 楽天         | 14.0      | 楽天         | 16.0      | 楽天         | 23.5     |
| 5位  | 楽天         | 7.5       | 楽天         | 11.0      | オリックス   | 16.5      | オリックス   | 19.0      | オリックス   | 19.5      | オリックス   | 28.0     |
| 6位  | 西武         | 11.0      | 西武         | 15.5      | 西武         | 26.0      | 西武         | 31.5      | 西武         | 37.0      | 西武         | 42.0     |

#### セ・パ交流戦
| 順位 | 球団                         | 勝 | 敗 | 分 | 勝率 | 差   |
| 1位  | 東北楽天ゴールデンイーグルス | 13 | 5  | 0  | .722 | 優勝 |
| 2位  | 福岡ソフトバンクホークス     | 12 | 6  | 0  | .667 | 1.0  |
| 3位  | 横浜DeNAベイスターズ         | 11 | 7  | 0  | .611 | 2.0  |
| 4位  | 東京ヤクルトスワローズ       | 9  | 7  | 2  | .563 | 3.0  |
| 5位  | 広島東洋カープ               | 10 | 8  | 0  | .556 | 3.0  |
| 6位  | オリックス・バファローズ     | 10 | 8  | 0  | .556 | 3.0  |
| 7位  | 読売ジャイアンツ             | 8  | 9  | 1  | .471 | 4.5  |
| 8位  | 千葉ロッテマリーンズ         | 7  | 9  | 2  | .438 | 5.0  |
| 9位  | 北海道日本ハムファイターズ   | 7  | 10 | 1  | .412 | 5.5  |
| 10位 | 阪神タイガース               | 7  | 11 | 0  | .389 | 6.0  |
| 11位 | 中日ドラゴンズ               | 7  | 11 | 0  | .389 | 6.0  |
| 12位 | 埼玉西武ライオンズ           | 4  | 14 | 0  | .222 | 9.0  |

### 達成記録
- 8月11日 - 球団通算8500本塁打、史上8球団目、清宮幸太郎の本塁打で達成[1]。

### 記録
- 1安打で4得点：4月28日 ※史上初[2]

## 入団・退団

### シーズン開幕前
| 支配下選手 | 支配下選手       | 支配下選手               | 支配下選手   | 支配下選手 | 支配下選手   | 支配下選手                                | 支配下選手       |
| 登録       | 登録             | 登録                     | 登録         | 抹消       | 抹消         | 抹消                                      | 抹消             |
| No         | 選手名           | 前所属                   | 区分         | No         | 選手名       | 去就                                      | 区分             |
| 投手       | 投手             | 投手                     | 投手         | 投手       | 投手         | 投手                                      | 投手             |
| ---------- | ---------------- | ------------------------ | ------------ | ---------- | ------------ | ----------------------------------------- | ---------------- |
| 18         | 山﨑福也         | オリックス・バファローズ | FA移籍       | 15         | 上沢直之     | レイズ傘下→レッドソックス                 | ポスティング移籍 |
| 29         | 細野晴希         | 東洋大学                 | ドラフト1位  | 18         | 吉田輝星     | オリックス・バファローズ                  | トレード         |
| 31         | マーフィー       | ツインズ傘下             | 新外国人     | 29         | 井口和朋     | オリックス・バファローズ育成              |                  |
| 32         | 黒木優太         | オリックス・バファローズ | トレード     | 31         | マーベル     |                                           |                  |
| 42         | ザバラ           | タイガース傘下           | 新外国人     | 33         | 立野和明     | NLB・富山                                 |                  |
| 45         | バーヘイゲン     | カージナルス             | NPB復帰      | 45         | ポンセ       | 東北楽天ゴールデンイーグルス              |                  |
| 94         | 福島蓮           | 育成選手                 | 支配下登録   | 53         | 長谷川威展   | 福岡ソフトバンクホークス                  | 現役ドラフト     |
|            |                  |                          |              | 62         | 宮内春輝     | 育成選手                                  |                  |
|            |                  |                          |              | 68         | 松岡洸希     | 育成選手                                  |                  |
| 捕手       |                  |                          |              |            |              |                                           |                  |
| 33         | 進藤勇也         | 上武大学                 | ドラフト2位  | 60         | 郡拓也       | 読売ジャイアンツ                          | トレード         |
|            |                  |                          |              | 65         | 梅林優貴     | 育成選手                                  |                  |
| 内野手     |                  |                          |              |            |              |                                           |                  |
| 49         | 若林晃弘         | 読売ジャイアンツ         | トレード     | 6          | アルカンタラ | ウォーリアーズ                            |                  |
| 65         | 明瀬諒介         | 鹿児島城西高             | ドラフト4位  | 32         | 谷内亮太     | 内野守備走塁コーチ                        |                  |
|            |                  |                          |              | 49         | 山田遥楓     | 東北楽天ゴールデンイーグルス育成          |                  |
|            |                  |                          |              | 94         | ハンソン     | コンスピレーターズ                        |                  |
| 外野手     |                  |                          |              |            |              |                                           |                  |
| 6          | スティーブンソン | ツインズ傘下             | 新外国人     | 36         | 木村文紀     | 埼玉西武ライオンズ 育成担当兼人財開発担当 |                  |
| 36         | 宮崎一樹         | 山梨学院大学             | ドラフト3位  | 99         | 王柏融       | 台鋼ホークス                              |                  |
| 53         | 水谷瞬           | 福岡ソフトバンクホークス | 現役ドラフト |            |              |                                           |                  |
| 68         | 星野ひので       | 前橋工業高               | ドラフト5位  |            |              |                                           |                  |
| 99         | レイエス         | ナショナルズ傘下         | 新外国人     |            |              |                                           |                  |

| 育成選手 | 育成選手 | 育成選手         | 育成選手        | 育成選手 | 育成選手 | 育成選手                 | 育成選手           |
| 登録     | 登録     | 登録             | 登録            | 抹消     | 抹消     | 抹消                     | 抹消               |
| No       | 選手名   | 前所属           | 区分            | No       | 選手名   | 去就                     | 区分               |
| 投手     | 投手     | 投手             | 投手            | 投手     | 投手     | 投手                     | 投手               |
| -------- | -------- | ---------------- | --------------- | -------- | -------- | ------------------------ | ------------------ |
| 113      | 加藤大和 | 帝京大学可児高   | 育成ドラフト3位 | 114      | 松本遼大 | 育成選手                 | 規定による自由契約 |
| 114      | 松本遼大 | 育成選手         | 再契約          | 115      | 齊藤伸治 | 育成選手                 | 規定による自由契約 |
| 115      | 齊藤伸治 | 育成選手         | 再契約          | 121      | 福島蓮   | 支配下選手               | 支配下登録         |
| 130      | 鍵谷陽平 | 読売ジャイアンツ | 自由契約        | 137      | 柿木蓮   | 育成選手                 | 規定による自由契約 |
| 137      | 柿木蓮   | 育成選手         | 再契約          | 161      | 姫野優也 | 中田翔の個人マネージャー |                    |
| 162      | 宮内春輝 | 支配下選手       | 再契約          |          |          |                          |                    |
| 168      | 松岡洸希 | 支配下選手       | 再契約          |          |          |                          |                    |
| 196      | 孫易磊   | 中國文化大学     | 新外国人        |          |          |                          |                    |
| 捕手     |          |                  |                 |          |          |                          |                    |
| 165      | 梅林優貴 | 支配下選手       | 再契約          |          |          |                          |                    |
| 内野手   |          |                  |                 |          |          |                          |                    |
| 111      | 濵田泰希 | 京都国際高       | 育成ドラフト1位 |          |          |                          |                    |
| 外野手   |          |                  |                 |          |          |                          |                    |
| 112      | 平田大樹 | 瀬田工業高       | 育成ドラフト2位 |          |          |                          |                    |

### シーズン開幕後
本節では、本シーズン開幕から終了までの入退団について記述する。
| 支配下選手 | 支配下選手 | 支配下選手 | 支配下選手 | 支配下選手 | 支配下選手 | 支配下選手 | 支配下選手 | 支配下選手       | 支配下選手 | 支配下選手 |
| 登録       | 登録       | 登録       | 登録       | 登録       | 登録       | 抹消       | 抹消       | 抹消             | 抹消       | 抹消       |
| 月         | No         | 選手名     | 守備       | 前所属     | 区分       | 区分       | No         | 選手名           | 守備       | 去就       |
| ---------- | ---------- | ---------- | ---------- | ---------- | ---------- | ---------- | ---------- | ---------------- | ---------- | ---------- |
| 9月        |            |            |            |            |            | 自由契約   | 6          | スティーブンソン | 外野手     | パイレーツ |

| 育成選手→支配下 | 育成選手→支配下 | 育成選手→支配下 | 育成選手→支配下 |
| 月              | No.             | 選手名          | 守備            |
| --------------- | --------------- | --------------- | --------------- |
| 5月             | 123→95          | 柳川大晟        | 投手            |
| 7月             | 130→60          | 鍵谷陽平        | 投手            |
| 7月             | 162→62          | 宮内春輝        | 投手            |
| 7月             | 165→98          | 梅林優貴        | 捕手            |

## マイナビオールスターゲーム2024選出選手
| ファン投票 | 山﨑福也 （先発部門）     | 山﨑福也 （先発部門）     | 山﨑福也 （先発部門）     | 山﨑福也 （先発部門）     | 山﨑福也 （先発部門）     | 山﨑福也 （先発部門）     | 山﨑福也 （先発部門）     | 山﨑福也 （先発部門）     | 山﨑福也 （先発部門）     | 山﨑福也 （先発部門）     | 山﨑福也 （先発部門）     | 山﨑福也 （先発部門）     | 河野竜生 （中継ぎ部門）   | 河野竜生 （中継ぎ部門）   | 河野竜生 （中継ぎ部門）   | 河野竜生 （中継ぎ部門） | 河野竜生 （中継ぎ部門） | 河野竜生 （中継ぎ部門） | 河野竜生 （中継ぎ部門） | 河野竜生 （中継ぎ部門） | 河野竜生 （中継ぎ部門） | 河野竜生 （中継ぎ部門） | 河野竜生 （中継ぎ部門） | 河野竜生 （中継ぎ部門） | 田中正義 （抑え部門）   | 田中正義 （抑え部門）   | 田中正義 （抑え部門）   | 田中正義 （抑え部門）   | 田中正義 （抑え部門）   | 田中正義 （抑え部門）   | 田中正義 （抑え部門）   | 田中正義 （抑え部門）   | 田中正義 （抑え部門）   | 田中正義 （抑え部門）   | 田中正義 （抑え部門）   | 田中正義 （抑え部門）   | 田宮裕涼 （捕手部門）   | 田宮裕涼 （捕手部門）   | 田宮裕涼 （捕手部門）   | 田宮裕涼 （捕手部門）   | 田宮裕涼 （捕手部門）   | 田宮裕涼 （捕手部門）   | 田宮裕涼 （捕手部門）   | 田宮裕涼 （捕手部門）   | 田宮裕涼 （捕手部門）   | 田宮裕涼 （捕手部門）   | 田宮裕涼 （捕手部門）   | 田宮裕涼 （捕手部門）   | A.マルティネス （一塁手部門） | A.マルティネス （一塁手部門） | A.マルティネス （一塁手部門） | A.マルティネス （一塁手部門） | A.マルティネス （一塁手部門） | A.マルティネス （一塁手部門） | A.マルティネス （一塁手部門） | A.マルティネス （一塁手部門） | A.マルティネス （一塁手部門） | A.マルティネス （一塁手部門） | A.マルティネス （一塁手部門） | A.マルティネス （一塁手部門） |
| ファン投票 | 上川畑大悟 （二塁手部門） | 上川畑大悟 （二塁手部門） | 上川畑大悟 （二塁手部門） | 上川畑大悟 （二塁手部門） | 上川畑大悟 （二塁手部門） | 上川畑大悟 （二塁手部門） | 上川畑大悟 （二塁手部門） | 上川畑大悟 （二塁手部門） | 上川畑大悟 （二塁手部門） | 上川畑大悟 （二塁手部門） | 上川畑大悟 （二塁手部門） | 上川畑大悟 （二塁手部門） | 上川畑大悟 （二塁手部門） | 上川畑大悟 （二塁手部門） | 上川畑大悟 （二塁手部門） | 郡司裕也 （三塁手部門） | 郡司裕也 （三塁手部門） | 郡司裕也 （三塁手部門） | 郡司裕也 （三塁手部門） | 郡司裕也 （三塁手部門） | 郡司裕也 （三塁手部門） | 郡司裕也 （三塁手部門） | 郡司裕也 （三塁手部門） | 郡司裕也 （三塁手部門） | 郡司裕也 （三塁手部門） | 郡司裕也 （三塁手部門） | 郡司裕也 （三塁手部門） | 郡司裕也 （三塁手部門） | 郡司裕也 （三塁手部門） | 郡司裕也 （三塁手部門） | 水野達稀 （遊撃手部門） | 水野達稀 （遊撃手部門） | 水野達稀 （遊撃手部門） | 水野達稀 （遊撃手部門） | 水野達稀 （遊撃手部門） | 水野達稀 （遊撃手部門） | 水野達稀 （遊撃手部門） | 水野達稀 （遊撃手部門） | 水野達稀 （遊撃手部門） | 水野達稀 （遊撃手部門） | 水野達稀 （遊撃手部門） | 水野達稀 （遊撃手部門） | 水野達稀 （遊撃手部門） | 水野達稀 （遊撃手部門） | 水野達稀 （遊撃手部門） | 万波中正 （外野手部門） | 万波中正 （外野手部門） | 万波中正 （外野手部門） | 万波中正 （外野手部門）       | 万波中正 （外野手部門）       | 万波中正 （外野手部門）       | 万波中正 （外野手部門）       | 万波中正 （外野手部門）       | 万波中正 （外野手部門）       | 万波中正 （外野手部門）       | 万波中正 （外野手部門）       | 万波中正 （外野手部門）       | 万波中正 （外野手部門）       | 万波中正 （外野手部門）       | 万波中正 （外野手部門）       |
| 選手間投票 | 山﨑福也 （投手部門）     | 山﨑福也 （投手部門）     | 山﨑福也 （投手部門）     | 山﨑福也 （投手部門）     | 山﨑福也 （投手部門）     | 山﨑福也 （投手部門）     | 山﨑福也 （投手部門）     | 山﨑福也 （投手部門）     | 山﨑福也 （投手部門）     | 山﨑福也 （投手部門）     | 山﨑福也 （投手部門）     | 山﨑福也 （投手部門）     | 山﨑福也 （投手部門）     | 山﨑福也 （投手部門）     | 山﨑福也 （投手部門）     | 山﨑福也 （投手部門）   | 山﨑福也 （投手部門）   | 山﨑福也 （投手部門）   | 山﨑福也 （投手部門）   | 山﨑福也 （投手部門）   | 田宮裕涼 （捕手部門）   | 田宮裕涼 （捕手部門）   | 田宮裕涼 （捕手部門）   | 田宮裕涼 （捕手部門）   | 田宮裕涼 （捕手部門）   | 田宮裕涼 （捕手部門）   | 田宮裕涼 （捕手部門）   | 田宮裕涼 （捕手部門）   | 田宮裕涼 （捕手部門）   | 田宮裕涼 （捕手部門）   | 田宮裕涼 （捕手部門）   | 田宮裕涼 （捕手部門）   | 田宮裕涼 （捕手部門）   | 田宮裕涼 （捕手部門）   | 田宮裕涼 （捕手部門）   | 田宮裕涼 （捕手部門）   | 田宮裕涼 （捕手部門）   | 田宮裕涼 （捕手部門）   | 田宮裕涼 （捕手部門）   | 田宮裕涼 （捕手部門）   | 万波中正 （外野手部門） | 万波中正 （外野手部門） | 万波中正 （外野手部門） | 万波中正 （外野手部門） | 万波中正 （外野手部門） | 万波中正 （外野手部門） | 万波中正 （外野手部門） | 万波中正 （外野手部門） | 万波中正 （外野手部門）       | 万波中正 （外野手部門）       | 万波中正 （外野手部門）       | 万波中正 （外野手部門）       | 万波中正 （外野手部門）       | 万波中正 （外野手部門）       | 万波中正 （外野手部門）       | 万波中正 （外野手部門）       | 万波中正 （外野手部門）       | 万波中正 （外野手部門）       | 万波中正 （外野手部門）       | 万波中正 （外野手部門）       |
| プラスワン | 水谷瞬                    | 水谷瞬                    | 水谷瞬                    | 水谷瞬                    | 水谷瞬                    | 水谷瞬                    | 水谷瞬                    | 水谷瞬                    | 水谷瞬                    | 水谷瞬                    | 水谷瞬                    | 水谷瞬                    | 水谷瞬                    | 水谷瞬                    | 水谷瞬                    | 水谷瞬                  | 水谷瞬                  | 水谷瞬                  | 水谷瞬                  | 水谷瞬                  | 水谷瞬                  | 水谷瞬                  | 水谷瞬                  | 水谷瞬                  | 水谷瞬                  | 水谷瞬                  | 水谷瞬                  | 水谷瞬                  | 水谷瞬                  | 水谷瞬                  | 水谷瞬                  | 水谷瞬                  | 水谷瞬                  | 水谷瞬                  | 水谷瞬                  | 水谷瞬                  | 水谷瞬                  | 水谷瞬                  | 水谷瞬                  | 水谷瞬                  | 水谷瞬                  | 水谷瞬                  | 水谷瞬                  | 水谷瞬                  | 水谷瞬                  | 水谷瞬                  | 水谷瞬                  | 水谷瞬                  | 水谷瞬                        | 水谷瞬                        | 水谷瞬                        | 水谷瞬                        | 水谷瞬                        | 水谷瞬                        | 水谷瞬                        | 水谷瞬                        | 水谷瞬                        | 水谷瞬                        | 水谷瞬                        | 水谷瞬                        |

- 同一チームからファン投票で9人選出されるのは2003年の阪神（9人）、2023年の阪神（10人）に次いで史上3度目、パ・リーグ史上初[19]。

## 代表選出選手

### 侍ジャパンシリーズ2024
日本代表
- 根本悠楓
- 万波中正

## 選手・スタッフ
- 背番号変更

柳川大晟 123→95（5月支配下登録）
鍵谷陽平 130→60（7月支配下登録）
宮内春輝 162→62（7月支配下登録）
梅林優貴 165→98（7月支配下登録）

## 個人成績

### タイトル
- 伊藤大海
  - 最多勝利（初）
  - 最高勝率 （初）
- 河野竜生
  - 最優秀中継ぎ投手（初）

### 表彰
- 水谷瞬
  - セ・パ交流戦 最優秀選手賞
- 伊藤大海
  - 月間MVP（3・4月、9・10月）
- レイエス
  - 月間MVP（8月）
  - ベストナイン（指名打者部門、初）
- 万波中正
  - ゴールデングラブ賞（2年連続2回目）

### 達成記録
- 6月9日 - 加藤貴之が通算1000投球回、史上307人目[20]。
- 8月4日 - 宮西尚生が通算400ホールド、史上初[21]。

### 記録
- 4月3日 - 万波中正が全打順本塁打、史上23人目[22]。
- 9月4日 - レイエスが25試合連続安打、日本ハム球団では大下弘、森本稀哲を超える球団新記録[23]。

## 試合結果
| 凡例     | 凡例     | 凡例     | 凡例 |
| 勝利試合 | 敗北試合 | 引き分け | 中止 |
| -------- | -------- | -------- | ---- |